# Max Muncy
Maxwell Steven Muncy (Midland, Texas, 25 de agosto de 1990) es un jugador de cuadro de béisbol profesional estadounidense de Los Ángeles Dodgers de la Major League Baseball (MLB). 
Jugó béisbol universitario para los Baylor Bears. Fue seleccionado por los Atléticos de Oakland en la quinta ronda del draft de 2012 de las Grandes Ligas y jugó en MLB para los Atléticos en 2015 y 2016, y luego se unió a los Dodgers en 2018.

## Carrera profesional

### Carrera amateur
Muncy asistió a Keller High School en Keller, Texas. Los Indios de Cleveland lo seleccionaron en la ronda 41 del draft de 2009 de las Grandes Ligas.
No firmó con Cleveland y asistió a la Universidad de Baylor. Jugó béisbol universitario para los Baylor Bears de 2010 a 2012, y también jugó béisbol universitario de verano para los Wareham Gatemen de la Cape Cod Baseball League en 2010 y 2011. En sus tres años en Baylor, Muncy tuvo un .311 de promedio de bateo con 27 jonrones.

### Dodgers
Muncy firmó un contrato de ligas menores con los Dodgers de Los Ángeles el 27 de abril de 2017, y la organización lo asignó a los Dodgers de Oklahoma City de la PCL. En 109 juegos, bateó .309 con 12 jonrones y 44 carreras impulsadas.